# 郎鹤炎
郎鶴炎（1981年4月19日—），本名郎晨，藝名鶴炎。毕业于北京工業大學計算機系。

## 经历
于2008年入科，2012年7月7日，随“鶴”字科第二批拜师成为“二鶴”成员，和搭檔張鶴倫同為德云六队演員。
- 2010年 開始與搭檔張鶴倫合作演出。[2]
- 2016年 两人搭档参加东方卫视《笑傲江湖》第三季总决赛。[3]
- 2019年 东方卫视首播《欢乐喜剧人5》中，张鹤伦、郎鹤焱代表德云社出演。[4]

## 演出相關

#### 網路剧
| 首播年份 | 播出平台 | 節目名稱     | 角色   | 備註 |
| 2017年   | 搜狐視頻 | 《林子大了》 | 宅男   |      |
| 2019年   | 愛奇藝   | 《能耐大了》 | 投資人 |      |

#### 常駐综艺
| 首播日期 | 首播日期 | 電視臺   | 節目名稱             | 備註   |
| 2016年   | 7月17日  | 東方衛視 | 《笑傲江湖第三季》   | 選手   |
| 2019年   | 1月20日  | 東方衛視 | 《歡樂喜劇人第五季》 | 喜劇人 |

## 外部連結
- 郎鹤炎的新浪微博
- 郎鹤炎的Instagram帳戶

| 从师   | 辈分   | 收徒 |
| 郭德綱 | 第九代 | —    |